# Agenda política
A agenda política refere-se ao conjunto  de assuntos e táticas empregadas por grupos ideológicos ou políticos; além dos temas de debate de um executivo governamental ou de um gabinete em um governo, que tentam influir nas notícias e no debate político atual e futuro.
Quando um governo dá forma à agenda política, pode estar influído pelas bases ou pela militancia do partido em eventos como conferências e inclusive por grupos de ativistas não governamentais que têm um objetivo político.
A cada vez mais, os meios de comunicação de massas têm um efeito maior em definir a agenda política através da cobertura de uns ou outros acontecimentos.
Pode-se dizer que um partido político define a agenda política se a promoção que faz de certos assuntos obtém uma cobertura mediática destacada. Por exemplo, durante o período eleitoral, os partidos políticos tentam promover seu ideário e obter cobertura mediática para aumentar seu apoio.